# IC 1904
IC 1904 је спирална галаксија у сазвјежђу Пећ која се налази на листи објеката дубоког неба у Индекс каталогу.
Деклинација објекта је - 30° 42' 30" а ректасцензија 3h 15m 0,9s. Привидна величина (магнитуда) објекта IC 1904 износи 13,6 а фотографска магнитуда 14,4. IC 1904 је још познат и под ознакама ESO 417-22, MCG -5-8-24, AM 0312-305, IRAS 03129-3053, PGC 12079.